# خانواده استون
خانواده استون (به انگلیسی: The Family Stone) فیلمی محصول سال ۲۰۰۵ و به کارگردانی توماس بزوچا است. در این فیلم بازیگرانی همچون کلر دینز، دایان کیتن، ریچل مک‌آدامز، درموت مالرونی، کریگ تی. نلسن، سارا جسیکا پارکر، لوک ویلسون، تایرن جوردانو، برایان جی. وایت، پل اشنایدر ایفای نقش کرده‌اند.